# Alexandrine von Taxis

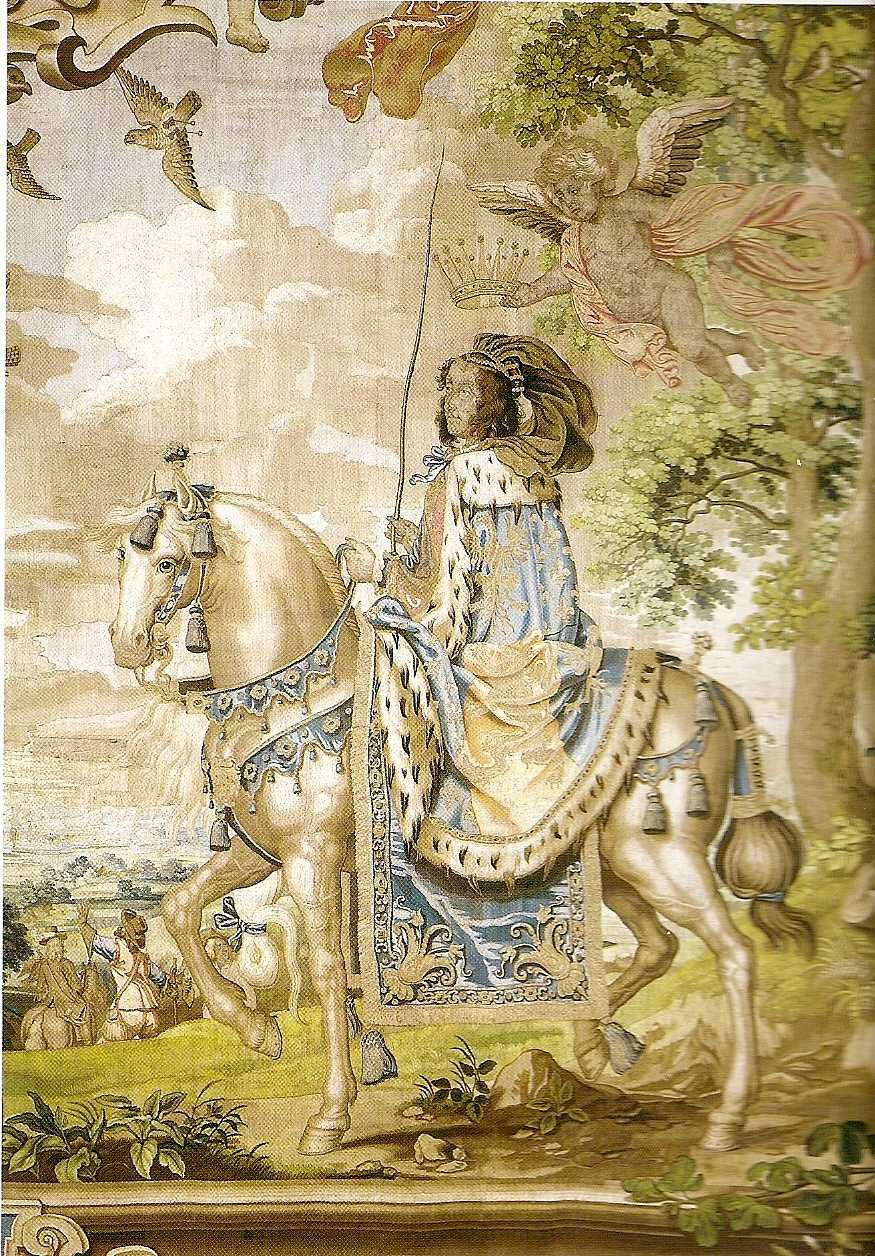
Porträt auf dem Reiter- oder Hochzeitsteppich von 1646

Alexandrine von Taxis (gebürtig: de Rye, Comtesse de Varax, getauft 1. August 1589 in Brüssel; † 26. Dezember 1666) war als Witwe Leonhards II. von Taxis in der Zeit von 1628 bis 1646 stellvertretend für ihren minderjährigen Sohn Lamoral Claudius Franz Generalpostmeisterin der Kaiserlichen Reichspost und Generalpostmeisterin in den Spanischen Niederlanden.
Sie erwies sich in der Zeit des Dreißigjährigen Krieges als fähige Postorganisatorin und konnte trotz anfänglicher Gebietsverluste das Netz der Kaiserlichen Reichspost ausweiten. Noch während ihrer Amtszeit entstanden die Postkurse nach Osnabrück und Münster, wo die Friedensverhandlungen zur Beendigung des Dreißigjährigen Krieges stattfanden.

## Leben
Alexandrine war eine Tochter des Grafen Philibert Baron de Balançon Comte de Varax und dessen Ehefrau Claudine de Tournon-Roussillon. Am 29. Juni 1616 heiratete sie den fünf Jahre jüngeren Leonhard von Taxis, den Sohn und designierten Nachfolger des amtierenden Generalpostmeisters Lamoral von Taxis. Sie gebar die Tochter Genoveva Anna, die am 16. April 1618 getauft wurde, sowie den Sohn Lamoral Claudius Franz, dessen Taufe am 14. Februar 1621 stattfand.
Während des Aufenthalts am kaiserlichen Hof in Prag erkrankte Leonhard II. von Taxis an „hitzigem Fieber“, konnte aber noch am Tag vor seinem unerwarteten Tod am 23. Mai 1628 ein Testament aufsetzen. Darin bestimmte er Alexandrine unter der Voraussetzung, dass sie nicht wieder heiratete, zum Vormund der minderjährigen Kinder. Erst durch den plötzlichen Tod ihres Ehemannes trat Alexandrine in das Licht der Öffentlichkeit. Am 1. August 1628 bestätigte Kaiser Ferdinand II. die Vormundschaft und übertrug ihr noch im selben Monat das Amt einer Generalpostmeisterin der Kaiserlichen Reichspost, das sie stellvertretend für ihren minderjährigen Sohn ausüben sollte. Auch der spanische König Philipp IV. setzte Alexandrine am 16. August 1628 als Generalpostmeisterin der Spanischen Niederlande, Burgunds und Lothringens ein.

## Wirken als Generalpostmeisterin
1630 übernahm Alexandrine als Leiterin der Kaiserlichen Reichspost die zehn Poststationen bis Waldmünchen am Postkurs von Augsburg über Regensburg nach Prag, die vorher zur kaiserlichen Hofpost gehört hatten. Ebenso verbesserte sie den Postverkehr mit England, indem sie den Postkurs nach Calais ausbauen ließ.
Durch das Eingreifen und die Eroberungen der Schweden unter Gustav Adolf im Dreißigjährigen Krieg ab 1631 verlor die Kaiserliche Reichspost viele Postkurse, und die Postämter in Rheinhausen, Hamburg, Frankfurt am Main, Nürnberg und zeitweilig sogar Augsburg gerieten unter schwedische Kontrolle. Maßgeblich beteiligt am Aufbau eines schwedischen Konkurrenzunternehmens war der von ihrem verstorbenen Mann abgesetzte und von König Gustav Adolf wieder eingesetzte Frankfurter Postmeister Johann von den Birghden.
Trotz der Kriegswirren erhielt Alexandrine zunächst noch im November und Dezember 1631 zwei kaiserliche Abmahnungen wegen des „Unfleißes“ in den Postämtern Frankfurt am Main, Nürnberg, Rheinhausen und Regensburg, da die kaiserliche Post nur verzögert zugestellt worden war.
In einem Rechtfertigungsschreiben stellte sie klar, dass dem Rheinhausener Postmeister von „Wiederwertig[n] [Feinden] vernittlst ihrer hochschädlichen Machinationen den Rhein übergesetzt und dem Postillon zu Rheinhausen“, die Postfelleisen mitsamt den Briefen und Pferden weggenommen worden waren, und sie bat darum, den Niederländischen Postkurs auf eine sichere Route mit neuen Poststationen zu verlagern. Nach einem kaiserlichen Schreiben an die Reichsstände vom Januar 1632 ließ sie eine Umleitungsroute westlich vom Rhein von Augsburg über Breisach, Nancy und Flamisoul nach Brüssel einrichten, die jedoch wegen des Einzugs der Schweden in Straßburg wahrscheinlich nicht lange bestand. Ein Postkurs von Brüssel über Köln und Düren diente bis 1636 als weitere Umleitung für die Post zum kaiserlichen Hof, was jedoch eine Verspätung von mehreren Tagen bedeutete und Übergriffe der holländischen Truppen provozierte.
Erst mit der Schlacht bei Lützen, in der Gustav Adolf fiel, sowie nach der Niederlage der Schweden in der Schlacht bei Nördlingen wendete sich der Krieg zugunsten der Kaiserlichen, und die Reichspost unter Gräfin Alexandrine gewann bis 1636 alle Poststationen mit Ausnahme von Leipzig zurück. Jetzt wurde auch wieder die Konkurrenz der Nebenboten und der Metzgerpost aktiv, sodass der Kaiser im August 1635 erlaubte, die „neuerliche(n) postreutter und briefsambler“ mithilfe der Reichsstände niederwerfen zu lassen, was nach der damaligen Methode zur Ausschaltung von Konkurrenten bedeutete, dass man die Boten vom Pferd zerrte und die Pferde und Briefe konfiszierte. Nach der Verpflichtung neuer Posthalter konnte der Niederländische Postkurs auf kaiserlichen Befehl ab 1636 wieder auf die traditionelle kürzere Route über Rheinhausen und Augsburg zurückverlagert werden.
Während des Kollegialtags der Kurfürsten zu Regensburg im Jahre 1636 kam es zu einem Kompetenzstreit wegen der Auslieferung der kaiserlichen Post zwischen dem kaiserlichen Hofpostmeister Johann Christoph von Paar und Gräfin Alexandrine. Kaiser Ferdinand entschied salomonisch. Die Übergabe der Briefe des kaiserlichen Hofes wurde Paar zugestanden, während Alexandrine die Briefe der Bürger und Kaufleute verteilen durfte.
Nach dem Tod Kaiser Ferdinands II. im Jahre 1637 erneuerte Kaiser Ferdinand III. Alexandrines befristete Bestallung als Generalpostmeisterin und verlieh im Jahre 1638 auch Alexandrines Tochter Genoveva, die inzwischen verheiratet war, im Falle des Todes des designierten Nachfolgers Lamoral Claudius Franz von Taxis die Anwartschaft auf das Generalerbpostmeisteramt. Ferdinand III. erließ erneut ein Patent zur Ausschaltung der Botenanstalten in Nürnberg, Augsburg, Köln, Frankfurt und Regensburg, was zu Beschwerden der Nürnberger und Augsburger Boten führte.
Schon 1638 kam es wieder zu Übergriffen von Soldaten auf die Kaiserliche Post. Trotzdem konnte Alexandrine das Postnetz der Kaiserlichen Reichspost und der Spanisch-Niederländischen Post bis in die heutigen Niederlande ausweiten, wo um 1640 das wichtige Postamt Roermond entstand. Erst nachdem sich der Dreißigjährige Krieg mit dem Eingreifen Frankreichs im Schwedisch-Französischen Krieg erneut verschärft hatte, wurden wieder Routenverlagerungen nötig.
Ab 1645 begannen die ersten Friedensverhandlungen. In der Vorbereitungsphase ab 1643 gelang es Gräfin Alexandrine, die hierzu benötigten Postkurse nach Münster und Osnabrück für alle am Krieg beteiligten Parteien einzurichten und Schutzbriefe für die Postämter und Postreiter zu erhalten. Zusätzlich ließ sie eine Postverbindung zwischen Osnabrück und Münster einrichten. Auf Wunsch des Kaisers kam 1645 ein Postkurs von Münster über Frankfurt und Nürnberg nach Linz hinzu sowie 1646 ein direkter Postkurs von Münster nach Brüssel. Zu diesem Zeitpunkt war ihr Sohn Lamoral Claudius Franz von Taxis 25 Jahre alt und galt damit als volljährig. Er unterstützte seine Mutter im eigenen Namen bis zu seiner offiziellen Bestallung als Generalpostmeister durch Kaiser Ferdinand III. am 11. September 1646.

## Versuch einer Statusaufbesserung

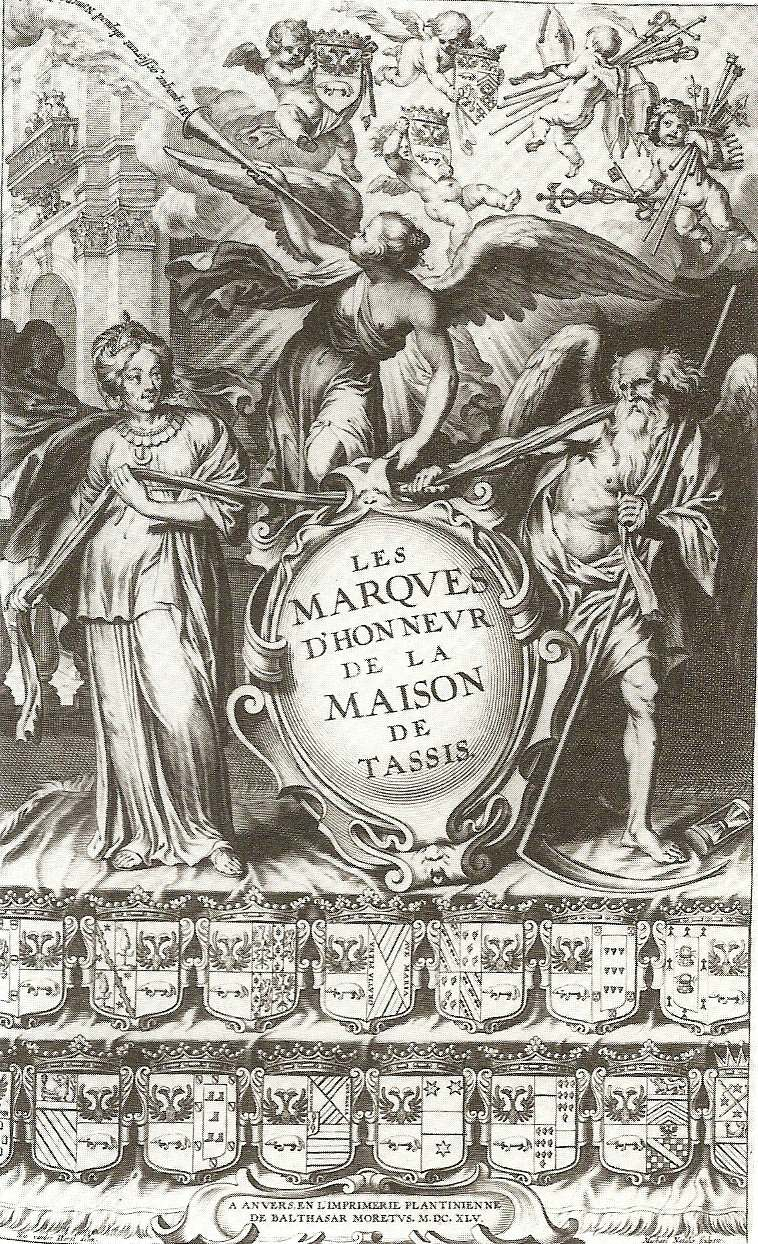
Titel des Buches von Chifletius, Graphische Gestaltung N. van der Horst

Neben ihrer Tätigkeit als Generalpostmeisterin versuchte Gräfin Alexandrine, einen gesellschaftlichen Aufstieg ihrer Nachkommen zu erreichen, da die bürgerliche Herkunft der inzwischen zu Grafen aufgestiegenen Taxis als Makel galt und einen weiteren Aufstieg in der Adelshierarchie erschwerte. Auch aus diesem Grund beauftragte sie um 1640 verschiedene spanische und italienische Genealogen, die Abstammung der Familie Taxis zu erforschen. Diese Genealogen meinten, die Taxis könnten dem italienischen Geschlecht der Torriani oder della Torre (vom Turm) aus dem Valsassina in der heutigen Provinz Lecco entstammen, die bis zu ihrer Vertreibung durch Heinrich VII. und die Visconti im Jahre 1311 über Mailand und einen Teil der Lombardei geherrscht hatten. Aufgrund dieser Vermutungen beauftragte Alexandrine den Kanoniker Julius Chifletius, einen Nachweis für die Verbindung des Hauses Taxis mit den Torriani zu erbringen. Chifletius publizierte 1645 die neuen Erkenntnisse in der Propagandaschrift Les Marques d’honneur de la maison de Tassis (Die Ehrenzeichen des Hauses Taxis), zu der Nicolaus van der Horst die Illustrationen und den Buchtitel beisteuerte. Damit legte Alexandrine den Grundstein für die kaiserliche und königlich-spanische Genehmigung einer Namensänderung in „Thurn, Valsassina und Taxis“ und den späteren Aufstieg der Thurn und Taxis in den Fürstenstand.

## Rücktritt
Wolfgang Behringer bezeichnete Gräfin Alexandrine als „Managerin der Reichspost zur Zeit des Dreißigjährigen Krieges“. Ihr Verdienst besteht nicht zuletzt auch darin, dass sie ihrem Sohn eine fundierte Ausbildung zur Vorbereitung auf sein Amt als Generalpostmeister gewährleistete, so dass der Übergang nahtlos erfolgte. Mit ihrem Rücktritt als Generalpostmeisterin und der Einsetzung ihres Sohnes als Generalpostmeister im Jahre 1646 verlieren sich ihre Spuren in der postgeschichtlichen Literatur. Bekannt ist nur, dass sie am 26. Dezember 1666 starb.

## Anekdote
Gräfin Alexandrine sprach nur Französisch und Italienisch, aber kein Deutsch. Nicht nur wegen seiner Religionszugehörigkeit, sondern auch aus diesem Grund lehnte sie den evangelischen Balthasar Krauth, der wiederum kein Französisch konnte, 1629 als Straßburger Postmeister ab. Erst nachdem Krauth Französisch gelernt hatte (er ließ sich bei der Formulierung der Briefe an Alexandrine häufig von einem Freund helfen), akzeptierte sie ihn im Jahre 1636 und beförderte ihn noch im selben Jahr zum Leiter der burgundischen Post bis Gray. Selbst der Augsburger Postverwalter David Frey korrespondierte mit Alexandrine und später mit ihrem Sohn Lamoral Claudius Franz auf Italienisch.